# Lae Nipe
Lae Nipe is een bestuurslaag in het regentschap Aceh Singkil van de provincie Atjeh, Indonesië. Lae Nipe telt 191 inwoners (volkstelling 2010).